# الشعثه
الشعثه (به عربی: الشعثة) یک روستا در سوریه است که در ناحیه صوران واقع شده‌است. الشعثه ۱۰۳ نفر جمعیت دارد.